# Пісочна Буда
Пісочна Буда (біл. Пясочная Буда) — село в Гомельському районі Гомельської області Білорусі. Входить до складу Грабовської сільської ради.

## Географія

### Розташування
В 6 км від залізничної станції Терюха (на лінії Гомель — Чернігів), 23 км на південний схід від Гомеля.

## Гідрографія
На річці Песошенька (притока річки Уть).

## Транспортна мережа
Автодорога Будище — Гомель. Планування складається з 2 паралельних між собою майже широтної орієнтації вулиць (одна вздовж автодороги), з'єднаних 2 провулками. Забудова двостороння, дерев'яна, садибного типу.

## Історія

### У складі Великого князівства Литовського
За письмовими джерелами село Пісочна Буда відоме з початку XVIII століття як село в Речицькому повіті Мінського воєводства Великого князівства Литовського. 

### У складі Російської імперії
Після Першого поділу Речі Посполитої (1772) в складі Російської імперії. З 1776 року у володінні фельдмаршала графа Петра Олександровича Рум'янцева-Задунайського, з 1834 року — фельдмаршала князя Івана Федоровича Паскевича, в складі Климовській економії Гомельського маєтку. Через село проходила поштова дорога Санкт-Петербург — Київ. У 1850 році діяв хлібозаготівельний магазин. У 1880 році відкрито народне училище. У 1886 році працював вітряк. Згідно з переписом 1897 року розташовувалися: хлібозаготівельний магазин, лавка, трактир, в Носовицькій волості Гомельського повіту Могильовської губернії. У 1909 році — 1897 десятин землі, школа, церква, млин.

### У складі БРСР (СРСР)
Під час німецько-радянської війни в 1943 — 1944 роках радянські літаки з польового аеродрому, який знаходився біля села, літали бомбити позиції німецьких військ. У боях за село в 1941 і 1943 роках загинули 173 радянських солдатів (поховані в братських могилах в центрі села і на північно-західній околиці). 122 жителі загинули на фронті. Розташовані бібліотека, фельдшерсько-акушерський пункт, 3 магазини, дитячий сад, відділення зв'язку.

### У складі Республіки Білорусь
Станом на 2021 рік село Пісочна Буда є частиною Грабовської сільської ради Гомельського району Гомельської області.

## Населення

### Чисельність
- 2004 — 257 господарств, 721 житель.

## Відомі уродженці
- А. П. Байков — командир партизанської бригади імені Миколи Щорса Гомельської області.